# Ragnar Molin

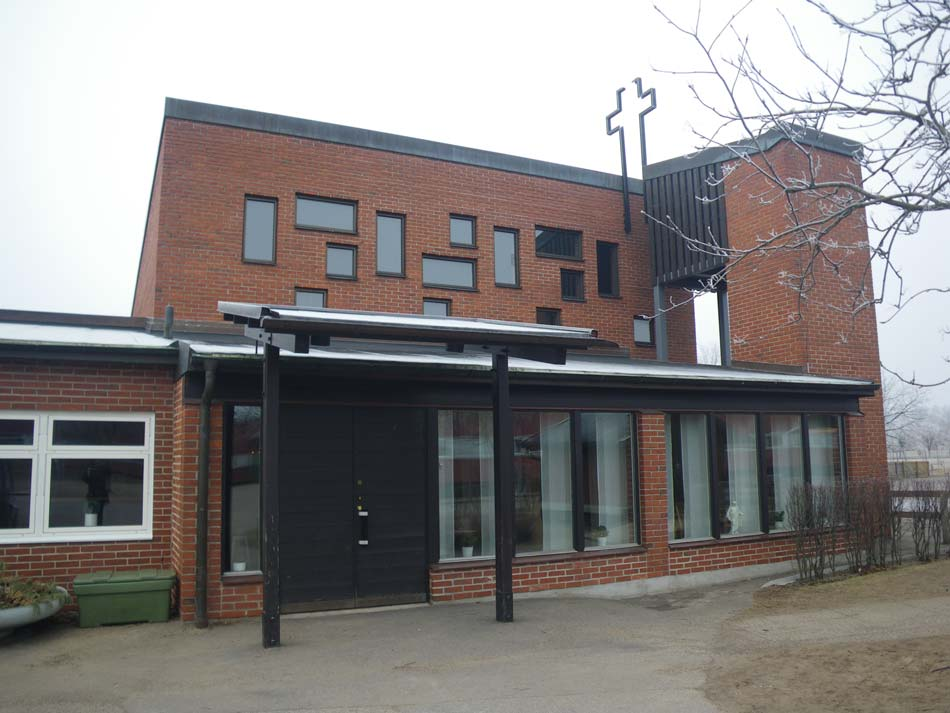
Råssnäskyrkan.

Ragnar Molin, född 19 juli 1921 i Mjällby, död 15 augusti 1985 i Helsingborg, var en svensk arkitekt. 
Molin, som var son till målarmästare Axel Molin och Anna Carlsson, avlade studentexamen i Kristianstad 1942 och utexaminerades från Kungliga Tekniska högskolan 1947. Han anställdes på stadsarkitektkontoret i Köping samma år, blev biträdande stadsarkitekt i Kalmar 1949, var stadsarkitekt i Finspång 1952–1960, i Skärblacka landskommun från 1954, i Motala 1960–1976 och i Helsingborg 1976–1985. Han var styrelseledamot i Svenska Arkitekters Riksförbund 1960–1962 och ledamot dess fullmäktige från 1964.
Under Motalaåren kom Ragnar Molin att arbeta aktivt för bevarandeplanering i Vadstena . Bland Molins arkitektoniska verk kan nämnas Råssnäskyrkan i Motala och de så kallade "Ragnar Molin-husen" på Norra Storängsvägen i Finspång.